# لوشن
شهر لوشن (به آلمانی: Lychen) در ایالت براندنبورگ در کشور آلمان واقع شده‌است.

## نگارخانه

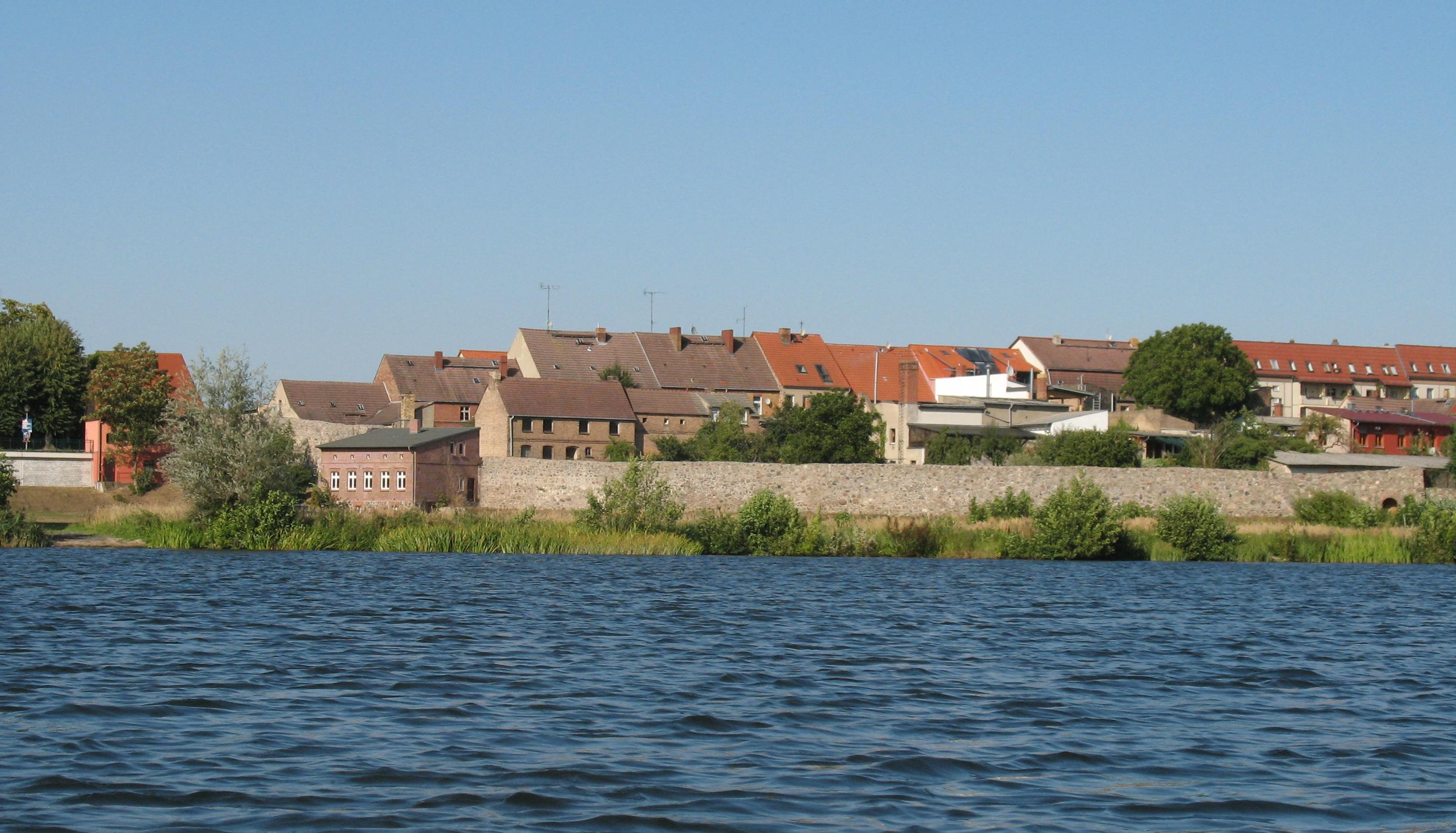
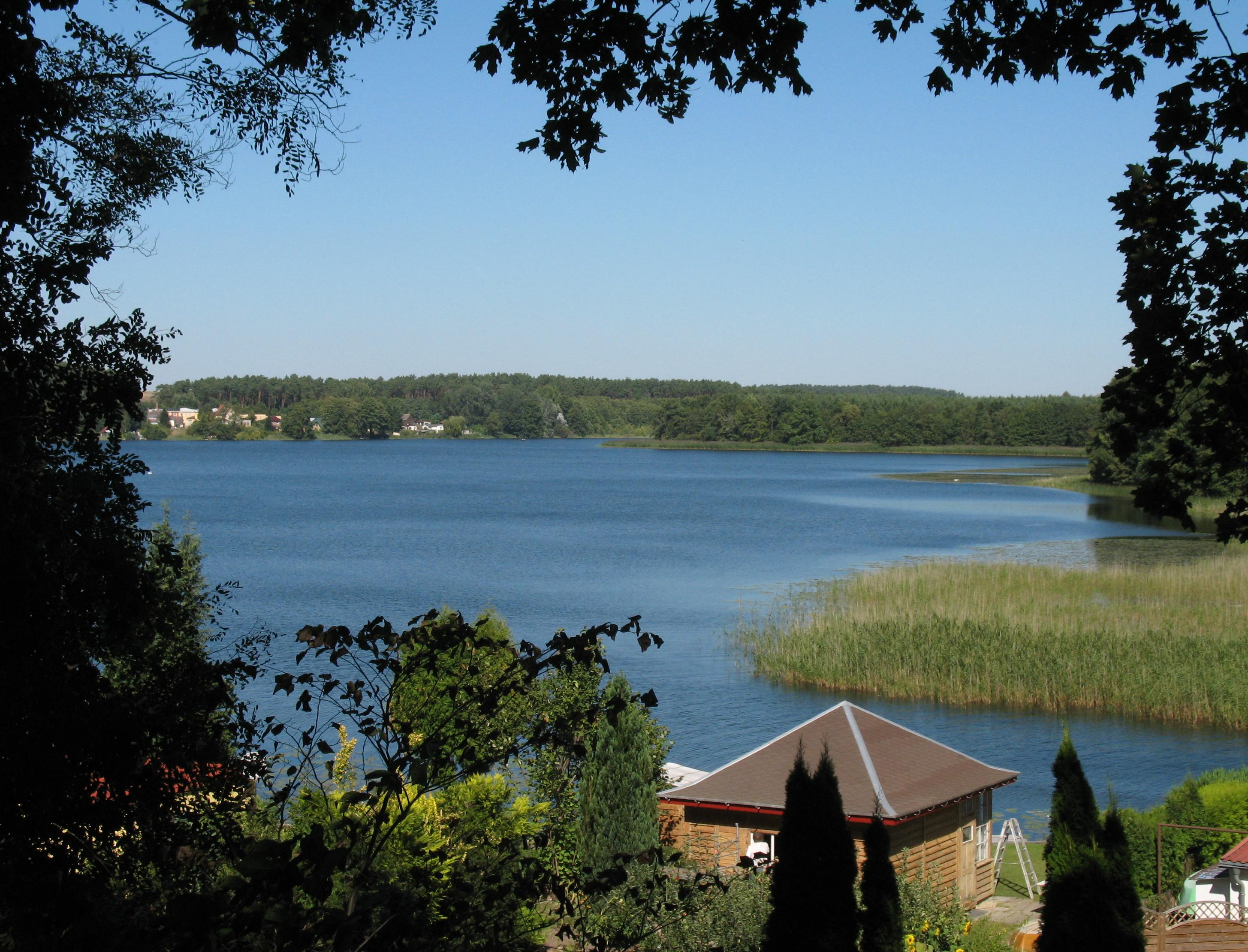
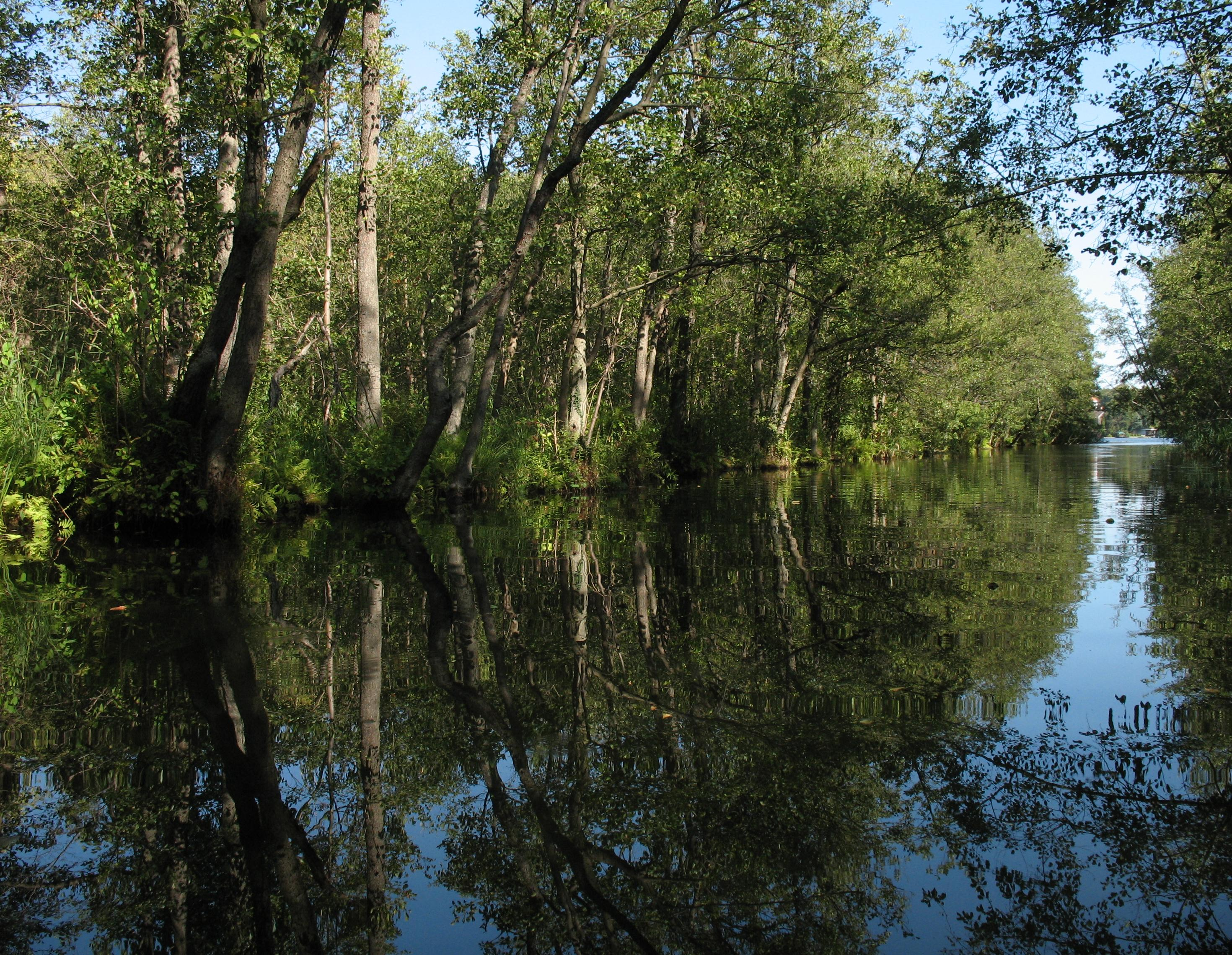